# جوزف برنن
جوزف ادوارد برنن (انگلیسی: Joseph E. Brennan؛ زادهٔ ۲ نوامبر ۱۹۳۴ درگذشتهٔ ۶ آوریل ۲۰۲۴) یک وکیل و سیاستمدار اهل ایالت مین در ایالات متحده آمریکا بود. برنن یکی از اعضای حزب دموکرات بود، به عنوان هفتادمین فرماندار ایالت مین از سال ۱۹۷۹ تا ۱۹۸۷ و در مجلس نمایندگان ایالات متحده برای منطقه ۱ کنگره مین از سال ۱۹۸۷ تا ۱۹۹۱ خدمت کرد. برنن در زمان دولت‌های بیل کلینتون، جورج دبلیو بوش و اوباما کمیسر کمیسیون دریانوردی فدرال بود.

## زندگی شخصی و مرگ
جوزف در سال ۱۹۹۴ با کنی لاپوینت برنان ازدواج کرد. آنها متعاقباً صاحب دو فرزند شدند: جی بی برنان، که ۲۵ سال کهنه‌سرباز سرویس مخفی ایالات متحده بود، و تارا برنان، که دارای مدرک دکترای روان‌شناسی از دانشکده خصوصی بروکلین است.
برنن در ۶ آوریل ۲۰۲۴ در سن ۸۹ سالگی به مرگ طبیعی در خانه خود در مونجوی هیل درگذشت.